# +(Kr)ystal Eyes
+(KR)ystal Eyes (tiếng Hàn: 크리스탈 아이즈; Romaja: Keuriseutal-Aijeu; viết tắt là KRE) là nhóm nhỏ thứ hai của nhóm nhạc nữ Hàn Quốc tripleS, ra mắt bởi MODHAUS vào năm 2023. Nhóm bao gồm 4 thành viên Yoon SeoYeon, Lee Jiwoo, Kim ChaeYeon, Kim SooMin. Ngày 4 tháng 5 năm 2023, KRE chính thức ra mắt với đĩa mở rộng AESTHETIC.

## Lịch sử

### 2022: Trước khi ra mắt
Vào ngày 18 tháng 2 năm 2022, Modhaus thông báo rằng họ sẽ ra mắt "nhóm nhạc nữ có sự tham gia của người hâm mộ" đầu tiên trên thế giới và nhóm sẽ bắt đầu ra mắt vào nửa đầu năm nay. Nhóm được dẫn dắt bởi CEO Jaden Jeong, người từng làm việc với các công ty như JYP Entertainment, Woollim Entertainment, Sony Music Korea và Blockberry Creative.

### 2023: Ra mắt vớiAESTHETIC
Các thành viên của +(KR)ystal Eyes ban đầu được tiết lộ mỗi 2 tuần, bắt đầu từ tháng 5 năm 2022 tới tháng 9 cùng năm, khi Yoon SeoYeon, Lee Jiwoo, Kim ChaeYeon, Kim SooMin cùng 4 thành viên khác được tiết lộ . Ngày 16 tháng 9, tripleS được thông báo sẽ chuẩn bị ra mắt hai nhóm nhỏ với bốn thành viên mỗi nhóm. Hai nhóm nhỏ được đặt tên là Acid Angel from Asia và +(KR)ystal Eyes, và KRE sẽ được ra mắt sau. Đội hình được bầu chọn bởi người hâm mộ trên ứng dụng riêng của MODHAUS là Cosmo.
Ngày 28 tháng 4, teaser cho video âm nhạc "Cherry Talk" được phát hành. Ngày 4 tháng 5, nhóm nhỏ thứ hai, +(KR)ystal Eyes chính thức ra mắt với mini album đầu tay AESTHETIC. Video âm nhạc cho bài hát chủ đề "Cherry Talk" được dự định sẽ phát hánh lúc 12:00 trưa (KST) cùng ngày, nhưng MODHAUS đã thông báo rằng sẽ video sẽ bị hoãn tới 18:00 chiều cùng ngày, cùng thời điểm phát hành album số. Tuy nhiên, 1 giờ trước khi được phát hành theo lịch mới, video lại bị hoãn lần tiếp theo, không có thời gian cụ thể phát hành. Khoảng 16:00 chiều (KST), MODHAUS đã thông báo trên Discord chính thức của tripleS về những trục trặc với việc phát hành M/V "Cherry Talk" và việc vắng mặt trên truyền hình. Trong thông báo, MODHAUS đã cho biết rằng KRE sẽ chỉ biểu diễn trên MCOUNTDOWN do "các thế lực kiểm soát tripleS", hàm ý một thế lực bên ngoài đã ngăn chặn tripleS xuất hiện trên các chương trình truyền hình. Đồng thời, công ty cũng gửi lời xin lỗi do sự hoãn phát hành M/V và cho biết là do đòi hỏi CGI rất nhiều, và cần được cải thiện cho tới khi có thể tốt nhất. M/V "Cherry Talk" sau đó được phát hành lúc 21:00 tối (KST) ngày tiếp theo, 5/5. Ngày 18 và 25 cùng tháng, SeoYeon và JiWoo xác nhận tham gia chương trình thực tế sống còn Queendom Puzzle của Mnet.
Ngày 27 tháng 5, teaser cho M/V Touch+, một phiên bản khác của bài hát Touch trong EP với sự tham gia của thành viên cùng nhóm SoHyun, được tung ra, và M/V được phát hành ngày 22 tháng 6. +(KR)ystal Eyes bắt đầu quảng bá trên truyền hình trở lại từ ngày 23 tại Music Bank, và Touch+ được phát hành trên các nền tảng nhạc số ngày 27.

## Thành viên
| Nghệ danh    | Nghệ danh | Số thứ tự | Tên khai sinh | Tên khai sinh | Tên khai sinh | Tên khai sinh   | Ngày sinh                      | Nơi sinh                      | Quốc tịch |
| Latinh       | Hangul    | Số thứ tự | Latinh        | Hangul        | Hanja         | Hán-Việt        | Ngày sinh                      | Nơi sinh                      | Quốc tịch |
| Yoon Seoyeon | 윤서연    | S1        | Yoon Seo-yeon | 윤서연        | 尹舒姸        | Doãn Thư Nghiên | 6 tháng 8 năm 2003 (20 tuổi)   | Jung, Daejeon, Hàn Quốc       | Hàn Quốc  |
| Lee Jiwoo    | 이지우    | S3        | Lee Ji-woo    | 이지우        | 李知禹        | Lý Trí Vũ       | 24 tháng 10 năm 2005 (18 tuổi) | Gangnam, Seoul, Hàn Quốc      | Hàn Quốc  |
| Kim Chaeyeon | 김채연    | S4        | Kim Chae-yeon | 김채연        | 金彩嬿        | Kim Thái Yến    | 4 tháng 12 năm 2004 (19 tuổi)  | Mia, Gangbuk, Seoul, Hàn Quốc | Hàn Quốc  |
| Kim Soomin   | 김수민    | S6        | Kim Soo-min   | 김수민        | 金秀珉        | Kim Tú Dân      | 3 tháng 10 năm 2007 (16 tuổi)  | Namsan, Jung, Daegu, Hàn Quốc | Hàn Quốc  |

## Danh sách đĩa nhạc

### Đĩa mở rộng
| Tên       | Chi tiết | Vị trí xếp hạng cao nhất | Doanh số      |
| Tên       | Chi tiết | KOR                      | Doanh số      |
| --------- | --- | ------------------------ | ------------- |
| AESTHETIC | - Phát hành: 4 tháng 5, 2023 - Hãng phát hành: Modhaus, Kakao Entertainment - Định dạng: CD, tải trực tuyến, streaming | 8                        | - KOR: 54,866 |

### Đĩa đơn
| Tên                                                    | Năm  | Vị trí xếp hạng cao nhất | Album     |
| Tên                                                    | Năm  | KOR                      | Album     |
| ------------------------------------------------------ | ---- | ------------------------ | --------- |
| "Cherry Talk"                                          | 2023 | _                        | AESTHETIC |
| "Touch+"                                               | 2023 | _                        | AESTHETIC |
| "_" thể hiện đĩa đơn không xếp hạng trên bảng xếp hạng |      |                          |           |

## Danh sách video

### Video âm nhạc
| Tên           | Năm  | Đạo diễn                   | Tham khảo     |
| ------------- | ---- | -------------------------- | ------------- |
| "Cherry Talk" | 2023 | Oh Ji-won (Undermood Film) | [ 15 ] [ 16 ] |
| "Touch+"      | 2023 | Oh Ji-won (Undermood Film) | [ 17 ]        |